# Eulasiona genalis
Eulasiona genalis là một loài ruồi trong họ Tachinidae.